# Arnoldo Martínez Verdugo
Arnoldo Martínez Verdugo (Pericos, Mocorito, Sinaloa; 12 de enero de 1925-Ciudad de México, 24 de mayo de 2013) fue un político y líder de izquierda mexicano, miembro del Partido de la Revolución Democrática, exdirigente del Partido Comunista Mexicano y del Partido Socialista Unificado de México.

## Biografía
Originario de Sinaloa, inició desde muy joven sus actividades como obrero, primero en Sonora y posteriormente en la Ciudad de México, allí en 1946 se unió al Partido Comunista Mexicano, y por recomendación del muralista David Alfaro Siqueiros se unió  a la comisión organizadora de la Juventud Comunista del partido, volviéndose en poco tiempo en uno de sus líderes destacados, en 1959 fue elegido miembro del Secretariado Colectivo que lo dirigía y en 1963 fue elegido Secretario General del Comité Central del Partido, cargo en el que fue ratificado sucesivamente hasta 1981.
Fue uno de los protagonistas de las negociaciones políticas que en 1978 desembocaron en la primera reforma electoral del régimen que permitió que el PCM obtuviera registro condicionado, pudiera participar en las elecciones legislativas de 1979, donde obtuvo 18 diputados de los cuales se desempeñó como Coordinador Parlamentario.
En 1981 dirigió la disolución del Partido Comunista Mexicano y su fusión con otras fuerzas de izquierda que constituyeron el Partido Socialista Unificado de México, el cual lo postuló a la presidencia en las elecciones federales de 1982. En 1985 fue secuestrado y liberado tras el pago de un rescate.
Posteriormente se unió a las fuerzas que postulaban a Cuauhtémoc Cárdenas a la Presidencia en 1988 y luego al naciente Partido de la Revolución Democrática.
Fue diputado federal en la LI legislatura (1979 - 1982, en la LIII legislatura (1985-1988) y en la LVI legislatura (1994-1997).
En la gestión de Cuauhtémoc Cárdenas como jefe de Gobierno del Distrito Federal, fungió como delegado en Coyoacán (1997-1999). 
Fue historiador y editor, en forma paralela a su actividad política, y motivado por el interés de preservar la historia de la izquierda en México, Martínez Verdugo fundó en 1982 el Centro de Estudios del Movimiento Obrero y Socialista (Cemos) y dirigió las revistas Nueva Época, Oposición semanario, Memoria  e impulsó la creación de: Historia y sociedad, Socialismo, y El Machete, entre otras 
Es autor de los libros El PCM: Trayectoria y perspectivas, El Partido Comunista y la reforma política, Crisis política y alternativa comunista y fue coautor y coordinador de Historia del comunismo en México.
Fue articulista del diario El Universal. 
Falleció en la Ciudad de México el 24 de mayo de 2013 a la edad de 88 años. El 24 de mayo de 2022, con motivo de su noveno aniversario luctuoso, sus restos fueron inhumados en la Rotonda de las Personas Ilustres por el presidente Andrés Manuel López Obrador y la jefa de gobierno de la CDMX Claudia Sheinbaum.